# 트레이

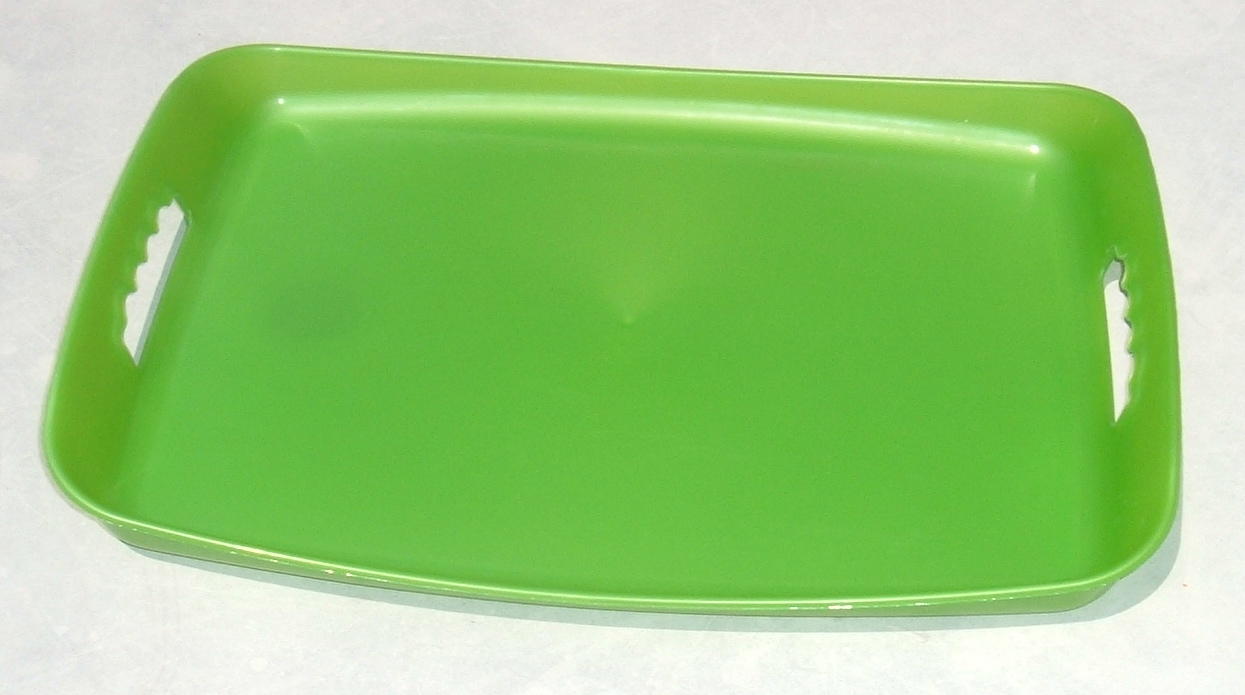
플라스틱 트레이

트레이(tray)는 그릇 등을 받쳐 드는 데에 쓰는 널찍하고 반반한 도구이다. 목재, 금속, 사기 따위로 만든다. 트레이는 일회용이며 카페테리아에서 사용되는 저렴한 멜라민 트레이부터 가정에서 사용되는 중간 가격의 목재 트레이, 고급 호텔에서 사용되는 고가의 은쟁반까지 다양하다. 일부는 지지를 위해 갤러리, 손잡이 및 짧은 발이 있는 경우가 있다.
트레이는 평평하지만 물건이 미끄러지는 것을 방지하기 위해 모서리가 돌출되어 있다. 다양한 모양으로 만들어지지만 일반적으로 타원형 또는 직사각형 형태로 발견되며 때로는 운반할 수 있는 컷아웃 또는 부착된 손잡이가 있다.
더 정교한 장치는 트레이를 수용하거나 트레이 자체의 역할을 하도록 설계된 트레이 테이블이다. 트레이 테이블에는 두 가지 기본 종류가 있다. TV 트레이 테이블은 일반적으로 트레이처럼 운반할 수 있도록 접을 수 있는 다리가 있는 작은 테이블이다. 비행기 트레이 테이블은 비행기 좌석 뒤쪽에 내장된 트레이로, 테이블이 있는 좌석 뒤의 좌석에 앉은 사람이 비행기에서 제공되는 식사를 표면으로 사용할 수 있도록 접혀 있다.

## 같이 보기
- 소반, 자그마한 밥상
- 쟁반, 운두가 얕은, 넓고 큰 그릇
- 채반, 싸릿개비나 버들가지로 결어 만든 채그릇